# Економіка Росії

Росія — індустріально-аграрна країна. Основні галузі промисловості: гірнича, нафтова, нафтопереробна, газова, металургійна (чорна та кольорова металургія), літако- та кораблебудування, космічна, машинобудівна, енергетичне обладнання, харчова та текстильна. У промисловості провідна роль належить важкій індустрії. У РФ добувають усі види мінерального палива, а також більшість видів мінеральної сировини. Є три бази чорної металургії (Уральська, Центральна, Сибірська), різноманітні галузі кольорової металургії. Розвинені всі види транспорту, але величезні простори Сибіру практично не мають залізниць та сучасних автодоріг через відсутність населення. Натомість діють системи магістральних нафто- і газопроводів. Морський транспорт забезпечує значну частину перевезень. Найважливіші порти: Санкт-Петербург, Калінінград, Мурманськ, Архангельськ, Новоросійськ, Владивосток, Находка і інші.
Залізниці, велика частина яких розташована в Європейській Росії, перевозять три чверті всіх вантажів. Річковий і автомобільний транспорт перевозять до 15 % вантажів. У багатьох районах Півночі й Далекого Сходу єдиним видом транспорту є авіація. Економічна криза кінця 1990-х років фактично ізолювала багато північних регіонів від центра, так як через погано розвинену інфраструктуру держава не спроможна оплачувати транспортування вантажів.
За даними [МВФ 2009]: ВВП — $ 2 109 млрд (6 місце); темп зростання ВВП — 2000: 10 %, 2001: 5,1 %, 2002: 4,7 %, 2003: 7,3 %, 2004: 7,2 %, 2005: 6,4 %, 2006 8,2 %, 2007: 8,5 %, 2008: 5,2 %, 2009: — 7,9 %, 2010: 4,0 %, 2011: 4,3 %, 2012: 3,6 %, 2013: 1,3 %, 2014: 0,6 %, 2015: -3,7 %. ВВП на душу населення — $14 919 (38 місце). Прямі закордонні інвестиції — 2007: $ 27 800, 2008: $ 27 000, 2009: $ 15 900  [Архівовано 3 грудня 2010 у Wayback Machine.];млн. Імпорт — $ 191,8 млрд (г.ч. Німеччина — 13,3 %; Китай — 12,2 %; Україна — 6,7 %; США — 4,7; Білорусь — 4,5 (2007)). Експорт — $ 301,7;млрд (г.ч. Нідерланди — 12,2 %; Італія — 7,8 %; Німеччина — 7,5; Білорусь — 4,9 %; Україна — 4,6 %; Китай — 4,5; Казахстан — 3,4 %). Близько. 65 % експорту РФ — пов'язано з вивозом сировини. За даними http://www.gks.ru [Архівовано 3 грудня 2010 у Wayback Machine.] прямі іноземні інвестиції в Росії склали близько 15,9 млрд дол.
У структурі економіки Росії переважає важка промисловість, особливо металургія, хімія, машинобудування та енергетика. Добре розвинута лісова промисловість: лісові ресурси Росії — найбільші у світі. Росія має також найбільші у світі розвідані запаси природного газу й другі за величиною запаси нафти. Великі родовища вугілля є в Республіці Комі, у Східному Сибіру й на Далекому Сході. Росія також багата на залізну руду, боксити, нікель, олово, золото, алмази, платину, свинець і цинк. Багато цих ресурсів знаходиться в Сибіру, де великі відстані, низька заселеність, суворий клімат і багаторічна мерзлота створюють значні труднощі для економічно ефективного видобутку й транспортування сировини на місця переробки та споживання.
Російське сільське господарство, яке виробляє більше ніж одну п'яту валового національного продукту країни, спеціалізується по регіонах. Три п'ятих орних земель засіваються пшеницею, ячменем, вівсом і житом. Основними виробниками зерна є Поволжя, Північний Кавказ, Центрально-Чорноземний район і Західний Сибір. Вирощуються також технічні культури (особливо соняшник, цукровий буряк, льон), овочі (у середній смузі та на північному заході) і баштанні культури (на півдні).
Вироблення електроенергії — 1 040 млрд кВт•год (2008). На тер. РФ функціонують об'єднані енергетичні системи Центру, Північного Заходу, Поволжя, Південного. Кавказу, Уралу, Сибіру, Далекого Сходу. Діють ТЕС, ГЕС, АЕС. Росія володіє найбільшими у світі запасами гідроенергії, які зосереджені переважно в Сибіру. Грандіозні гідроенергетичні проекти були здійснені на ріках Ангара і Єнісей, але вони віддалені від західних районів, де відчувається нестача енергії.

## Економічні райони Росії
Див. докладніше: Економічні райони Росії
Росія поділяється на 11 великих економічних районів: Північно-Західний, Північний, Центральний, Волго-В'ятський, Центрально-Чорноземний, Поволзький, Північнокавказький, Уральський, Західносибірський, Східносибірський і Далекосхідний.
Видобуток нафти й газу зосереджений у Західному Сибіру, гідроелектростанції, кольорова металургія і лісова промисловість — у Східному Сибіру. На Далекому Сході видобувають золото, алмази, він славиться рибою і морепродуктами. У Північному районі основними галузями є добування вугілля, нафти, газу, апатитів, нікелю та інших металів, а також заготівля лісу і вилов риби. У Північно-Західному, Центральному, Волго-В'ятському, Уральському і Поволзькому районах розвинуті машинобудування, хімічна, легка, харчова промисловість, енергетика і сфера послуг. Центрально-Чорноземний район і Північний Кавказ мають розвинуте сільське господарство й харчову промисловість.

## Економіка Росії у нові часи

Валовий регіональний продукт на душу населення

Динаміка ВВП за ПКС у 1992—2012 рр. (млрд дол. 2012 р.)

Номінальний ВВП у регіонах Росії у 2008 р., дол. на душу населення
понад 50 000$
30 000 - 50 000$
20 000 - 30 000$
9 750-20 000$
7 500 - 9 750$
5 000 - 7 500$
3 000 - 5 000$
менше 3 000$

Краху комунізму в кінці 1980-х років передував економічний застій, який почався за десятиріччя до цього. За роки перебудови стара система повністю руйнувалася. Перевага великомасштабних виробництв у поєднанні із системою централізованого планування привела до переважання в російській економіці великих промислових комбінатів. Нерідко один завод є єдиним виробником того або іншого виду продукції. Руйнування радянської системи централізованого планування привело до порушення зв'язків між підприємствами, а переважання практично монопольного виробництва по багатьох ключових видах продукції привело до занепаду промислового виробництва. У 1992 російський уряд приступив до радикальних економічних реформ, які базувалися на приватизації малих, а згодом середніх і великих підприємств. Усі попередні спроби половинчастого реформування при М. Горбачові загнали економіку в глухий кут. У 1996 російський уряд уперше із царських часів став продавати цінні папери на міжнародних ринках. У 1997 російський біржовий ринок був найпривабливішим у світі. Незважаючи на очевидну слабість російської виробничої сфери, міжнародних інвесторів приваблює російський ринок.
Незважаючи на величезні розміри території, велику кількість природних ресурсів, розвинену промислову базу і високий рівень освіченості населення, частка російської економіки у світі незначна. У 2009 валовий внутрішній продукт (ВВП) Росії оцінювався в 2 109 млрд дол. Аналогічний ВВП мають Сполучене Королівство (2 281 млрд дол.), Франція (2 097 млрд дол.) і Бразилія (2 030 млрд дол.). Для порівняння — в Україні 357 млрд доларів. ВВП на душу населення Росії — 14 900 дол., в Сполученому Королівстві — 35 900, Франції — 33 100, в Бразилії — 10 600дол.(у Україні — 7 300дол.) Восени 1999 зовнішній борг Росії (включаючи борг СРСР) досяг 160 млрд дол., і за цим показником вона вийшла на перше місце у світі, але цей борг був фактично повністю ліквідований у 2005–2007 роках.
За 1991—2009 жодна галузь економіки Росії, за винятком роздрібної торгівлі, не тільки в обсягах, а й у цінових показниках не досягла рівня 1990 року[джерело?]. Обсяг вантажоперевезень транспорту становив усього 73 % до рівня 1990, будівельних робіт — 77, промислового виробництва — 79, обсяг сільськогосподарської продукції — 81, а обсяги виробництва в легкій промисловості впали нижче 20 % від рівня 1990 року.
- понад 80 % національного експорту Росії припадає на поставки мінеральної сировини та напівфабрикатів (нафти, газу, необроблених діамантів, алюмінію, нікелю, азотних добрив, прокату чорних металів);[джерело?]
- Росія щорічно експортує високотехнологічної продукції на суму близько 3 млрд дол., або в п'ять разів менше, ніж Таїланд, і в 10 разів менше, ніж Китай;[джерело?]
- частка Росії у світовому експорті інформаційного устаткування становить 0,04 % (а Китаю — 7,1 %, тобто в 178 разів більше!);[джерело?]
- Росія експортує 60 % видобутої нафти, 35 — видобутого природного газу; 90 — міді, 97 — нікелю, 98 — алюмінію і 90 % мінеральних добрив, яких недоотримує вітчизняна рілля, у результаті чого в країні не забезпечено продовольчу безпеку (Росія щорічно закуповує понад 50 % продовольчої продукції на суму понад 30 млрд дол.);[джерело?]
- фізичний обсяг експорту практично не зростає — все досягається за рахунок сприятливої кон'юнктури цін на сировину.[джерело?]

Після 2000 року видобуток нафти і газу (основних продуктів експорту) вдвічі випереджає приріст запасів. Після 1990 р. у Росії не відкрито жодного великого родовища нафти чи газу. Тенденція до зниження видобутку та скорочення запасів характерна для всіх корисних копалин, що видобуваються в Росії. Якщо в найближчі роки не буде вжито енергійних заходів з геологорозвідки, то до 2025 р. буде майже повністю вичерпано розвідані поклади нафти, газу, свинцю, молібдену, нікелю, міді, олова, а запаси діамантів, золота й срібла — ще раніше.[джерело?]
За 1991—2009 Росія проїдає небагату спадщину, що залишилася з радянських часів. У країні за цей час не побудовано жодної великої чи середньої атомної, гідро- або теплової електростанції, не введено в експлуатацію жодного сучасного вітчизняного заводу (за винятком спільних підприємств із використанням зарубіжного капіталу та технологій), не прокладено жодної нової гілки залізниці, не розроблено жодної нової вітчизняної моделі літака, тепловоза, електровоза чи серійного автомобіля. Практично країна сидить на наркотичній газонафтовій трубі, забезпечуючи за рахунок продажу експортованої сировини величезні доходи владній верхівці й «призначеним» олігархам і на залишки грошей — постачання населення імпортним продовольством, китайським ширвжитком та корейською побутовою технікою.
Усе це поглиблюється катастрофічним старінням основного виробничого обладнання та інфраструктури. Понад 60 % основних фондів російських підприємств відслужили допустимий строк[джерело?], їх експлуатація в будь-який момент може призвести до техногенних катастроф, подібних до великої аварії на Саяно-Шушенській ГЕС.
Зростання ВВП Росії в 2011 році склав 4,3 %. За підсумками 2011 року інвестиції в Росії досягли рекордного за останні 20 років рівня в 370 млрд доларів за рік. Таким чином кожен день в економіку Росії інвестується більше 1 мільярда доларів. Темпи інфляції опустилися до рекордно низького рівня з часів розпаду СРСР, за 2011 рік індекс цін зріс лише на 6,6 %. З 1 січня 2012 року розпочало роботу Єдиний економічний простір Росії, Білорусі і Казахстану. 22 серпня 2012 року Росія вступила до Світової організації торгівлі.
Для сучасної економіки Росії характерні: офіційна низька (безробіття), велика тіньова економіка і корупція в зв'язку з низькою мінімальної і середньої заробітної плати в країні (мінімальна 11 280 руб., €153,95 і середня 43 400 руб., €592,32), низькі інвестиції в освіту, медицину, інфраструктуру, НДДКР і т. д., низьке виробництво товарів з високою доданою вартістю, недостатнє створення нових кваліфікованих і висококваліфікованих робочих місць, сильна забюрократизованість, відсутність незалежної, прозорої судової системи, укупі з неефективним законодавством гальмуючим розвитку бізнесу і підприємництва в країні і відлякує іноземних інвесторів, низька інфляція, низький державний борг і низькі темпи економічного зростання при низькій народжуваності, високою еміграції, низької кваліфікованої імміграції, швидкому старінні суспільства, низьку економічну та соціального захисту населення та стану лише країни, що розвиваються з низьким рівнем доходів, яка не може конкурувати з економічно розвиненими країнами і економки як Азії (Японія, Південна Корея, Тайвань, Гонконг, Сінгапур, ОАЕ, Бахрейн, Катар, Саудівська Аравія, Оман і т. д.), Америки (США, Канада, Аргентина, Чилі, Уругвай і т. д.), так і Європи (Німеччина, Велика Британія, Франція, Іспанія, Італія, Ірландія, Швейцарія, Люксембург, Естонія, Словенія і т. д.).
Проблеми сучасної економіки Росії схожі на економічні проблеми СРСР пов'язані з системним, хронічним недофінансуванням всіх сфер на догоду чисто військової, тільки з додаванням зростаючого з кожним роком демографічної кризи, і як наслідком неминучого зростання економічних і соціальних утриманців у суспільстві, яким будуть вимагатися досконалого іншого рівня і якості економічні і соціальні стандарти державної захищеності держави загальне добробуту, соціальної держави, утриманців які сьогодні в 2019 році страждають відсутністю реальної, адекватної державної соціальної та економічної захищеності.
Також, при збільшується з кожним роком дефіцит робочої сили, в Росії характерний низький зріст наявного реального доходу населення в порівнянні з іншими країнами, що розвиваються регіонами.
У 2016 році президент РФ В. В. Путін згідно з офіційною декларацією про доходи заробив 8 858 000 рублів (€ 123 042,73). У 2017 році президент РФ В. В. Путін згідно з офіційною декларацією про доходи заробив 18 728 268 рублів (€ 260 146,44). За офіційних даними, прем'єр-міністр РФ Д. А. Медведєв заробити в 2017 року 8 мільйонів 565 тисяч рублів (€ 118 972,79). Для порівняння, за офіційних даними, з 1 квітня 2019 року зарплата президента Естонії Керсті Кальюлайд і прем'єр-міністра Естонії Юрі Ратас становить € 6 168 в місяць, а члена Рійгікогу — € 4 009 євро в місяць.
Доходи Мера Москви можуть змінюватися. Вони публікуються на офіційному сайті Уряду Москви. За офіційних даними, мер Москви заробив в 2016 року 6 мільйонів 456 тисяч рублів (€ 90 927,71). У 2017 році офіційний дохід склав 6 531 129 рублів (€ 90 721,15 в рік і приблизно 541 000 рублів на місяць, € 7 514,80). Це на 75 000 рублей більше, ніж в 2016 році. Для порівняння в Естонії, країні із середнім розміром оплати праці в € 1 193 (нетто), по офіційних даних, зарплата Тааві Ааса, колишнього мера столиці Таллінна на 2017 рік становила € 5 288,4 в місяць. Серед заступників мера Москви Собяніна найбільші доходи у 2017 році виявилися у глави транспортного комплексу столиці Максима Ліксутова — більш 219,6 мільйона рублів (€ 3 050 370,60).
За офіційних даними, губернатор Санкт-Петербурга Георгій Полтавченко заробив в 2016 року 6 183 658 рублів (€ 85 894,57). За офіційних даними, з 1 січня по 31 грудня 2017 Георгій Полтавченко заробив 5 427 397 рублів 4 копійки (€ 75 389,68 в рік і близько 452 250 рублів на місяць, € 6 282,01). За офіційних даними, віце-губернатор Санкт-Петербурга Олександр Говорун в 2017 році заробив 13 881 411 рублів (€ 192 820,80). Але варто враховувати, що в статтю «дохід» в даному випадку включається не тільки зарплата, але і інші джерела надходження грошей — гонорари, продаж майна або нерухомості. За офіційних даними, менше всіх серед віце-губернаторів заробив Сергій Мовчан, його дохід склав 2 623 810 рублів (€ 36 446,23 в рік і 218 650 рублів на місяць, € 3 037,17).
За 2005-2021 роки на всебічну підготовку до ведення війни проти України та Заходу синдикат «Кремль» витратив за розрахунками прибл. 2423 млрд доларів. Це на 12,3% більше, ніж середньорічний ВВП Росії в період 2022-2024, який становив 2154,7 млрд доларів.
Статизація (обмеження функцій приватної власності) разом з етатизацією (одержавлення) стали інструментами перетворення російської економіки на військову машину з окремою статтею бюджету на купівлю «гарматного м'яса» в обсязі 55 – 60 млрд $ на рік. З огляду на те, що обсяг сірої економіки Росії становить прибл. 50 - 55% ВВП (~ 1,2 трлн $), сукупні середньорічні витрати синдикату «Кремль» на війну становили 2022-2024 роках 25 – 30% ВВП або 500 – 550 млрд доларів США.

## Диспропорції розвитку економіки
Суб'єкти Федерації, в сумі дають близько 50 % ВРП Росії, це:
- Москва і Московська область — 25 %
- Ханти-Мансійський і Ямало-Ненецький автономні округи — по 10,1 %
- Санкт-Петербург — 3,9 %. Ці ж п'ять регіонів формують більше 45 % бюджету країни[5].

Економіка Росії тяжко хвора на «голландську хворобу» (гостру залежність економіки та бюджету від експорту одного-двох різновидів сировини, який забезпечує левову частку доходів держави; при цьому потреби населення в товарах і послугах задовольняються за рахунок імпорту, а власне виробництво розвивається слабко). Наявність великих запасів мінеральної сировини заважає країні зайнятися модернізацією виробництва й поставити застарілу економіку на сучасні рейки.
Застосований режим західних санкцій та контролю за їх виконанням дозволив Росії скористатися сприятливою кон'юнктурою на паливно-енергетичні товари та різко збільшити експорт. Якщо у 2020 р. обсяг товарного експорту був $333,5 млрд, у 2021 р. він був $494,2 млрд, у 2022 р. – $592,1 млрд. У 2023 р. він скоротився до $424,5 млрд, але це не через санкції, а через світову кон'юнктуру та ціни на паливно-енергетичні товари. За макроекономічним опитуванням Центробанку Росії (грудень 2024 р.) експорт товарів та послуг Росії у 2024 р. становитиме $468 млрд (у 2023 р. було $466 млрд), імпорт у 2024 р. - $371 млрд (у 2023 р. було $379 млрд). У період 2025-2027 років панель експертів, аналітиків та представників фінансового сектору Росії прогнозує незначне зростання як експорту, так і імпорту послуг при мінімальній девальвації (на 15,1%) російського рубля із середньорічного курсу RUB 92,6/$1 у 2024 р. до 106,6 RUB/ $1 у 2027 р. Станом початку 2025 р. обсяг міжнародних резервів Банку Росії становив $609,5 млрд. Для порівняння у середині 2022 р. вони були $586,8 млрд, початку 2023 р. - $582 млрд.

## Динаміка по металопродукції
Динаміка виробництва, внутрішнього споживання, імпорту й експорту металопродукції в Російській Федерації:
| Показник/Рік       | 2004 | 2005 | 2006 | 2007 | 2008 |
| ------------------ | ---- | ---- | ---- | ---- | ---- |
| Виробництво, млн т | 64,3 | 65,6 | 70,8 | 72,6 | 68,5 |
| Споживання, млн т  | 30,0 | 32,0 | 33,0 | 34,0 | 38,0 |
| Експорт, млн т     | 29,3 | 29,7 | 29,0 | 29,0 | 28,8 |
| Імпорт, млн т      | 3,1  | 3,4  | 5,2  | 6,7  | 6,7  |

## Зовнішній та внутрішній борг РФ
Обсяг зовнішнього боргу Російської Федерації станом на 1 жовтня 2021 року, за оцінкою Банку Росії, склав 489,2 млрд. доларів США і збільшився з початку 2021 року на 21,9 млрд. доларів США, або на 4,7%. Визначальну роль динаміці показника зіграло отримання Росією III кварталі ц.р. спеціальних прав запозичення (СДР) у розмірі 17,5 млрд. доларів США, надання яких країнам відповідно до встановлених МВФ підходів відображається у складі зовнішнього боргу центрального банку.
Зовнішній державний борг РФ відповідно до звіту Банку Росії, на 1 жовтня 2021 року складає 58.6 млрд. доларів США.
Обсяг державного внутрішнього боргу Російської Федерації тис. рублів станом на 01.10.2021 Державний внутрішній борг Російської Федерації, всього 16 678 142 713,8 в тому числі: державні гарантії Російської Федерації у валюті Російської Федерації 730 830 783,4.